# Cabo Verde Express

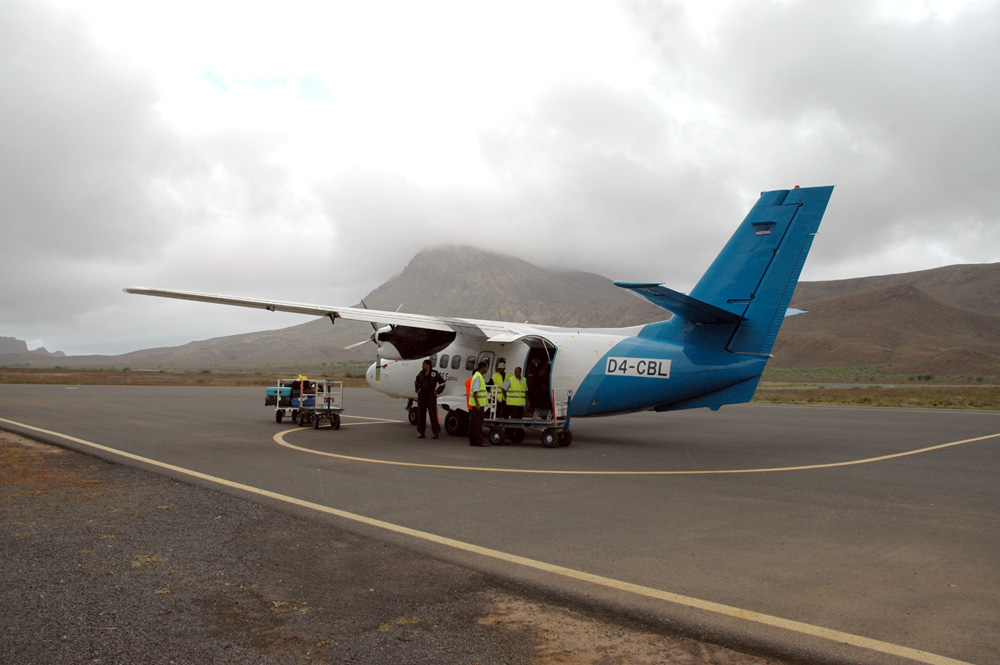

Cabo Verde Express – linia lotnicza z siedzibą w Espargos, w Republice Zielonego Przylądka.